# Shivalaya
Shivalaya (en bengali : শিবালয়) est une upazila du Bangladesh dans le district de Manikganj. En 1991, on y dénombrait 143 842 habitants.